# Generador electroquímico

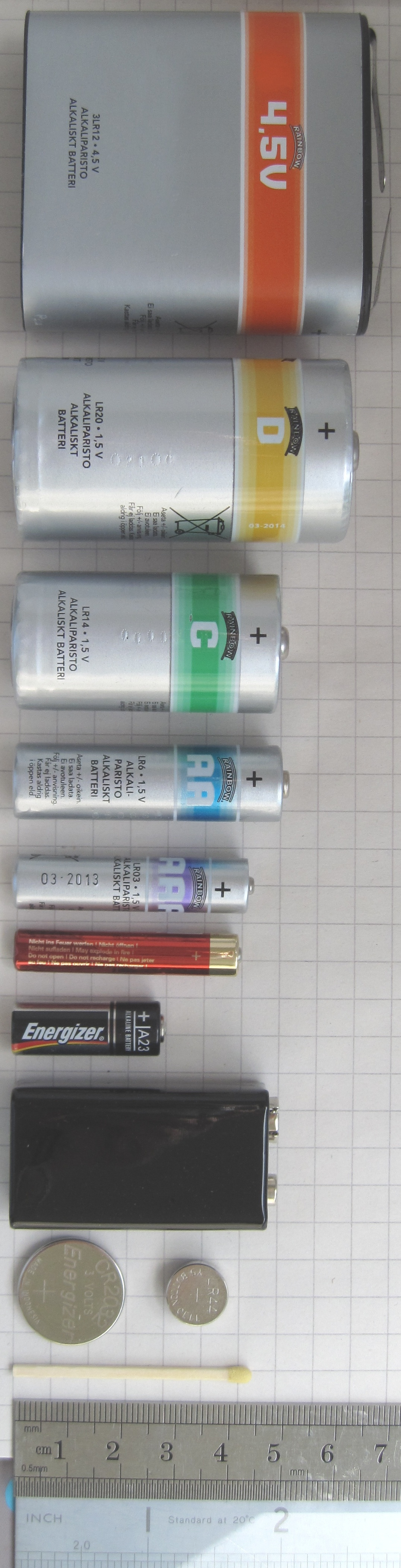
Las pilas o baterías de uso común para pequeños dispositivos portátiles, ejemplos de generadores electroquímicos de uso cotidiano.

Un generador electroquímico es un tipo de generador eléctrico que convierte directamente la energía química almacenada en sustancias químicas en una corriente eléctrica, mediante una reacción química, sin pasar por otros tipos de energía como energía térmica, mecánica o magnética.
El primer generador electroquímico fue la pila de Volta. Su desarrollo ha sido muy amplio debido a las aplicaciones tan diversas y cotidianas que poseen.
El más sencillo de los generadores electroquímicos es la celda electroquímica que genera una corriente eléctrica con una diferencia de potencial o fuerza electromotriz de aproximadamente 1 a 2 voltios, a partir de una reacción de oxidación-reducción. 

## Generadores abiertos y cerrados
Una clasificación simple de los generadores electroquímicos los divide en función de si los reactivos se almacenan dentro o fuera del propio dispositivo:
- Abiertos: Intercambian materia con el entorno, es decir, el generador solo contiene los elementos para la transformación de energía pero no almacena los reactivos que deben llegar desde el exterior. Se emplean sobre todo cuando alguno de los reactivos es un gas. Un ejemplo es la pila de combustible.

- Cerrados: Solo intercambian energía con el entorno, pues todos los reactivos están dentro del propio sistema. Es el caso más frecuente de pilas y baterías.

## Tipos de generadores electroquímicos y sus diferencias
También podemos tipificarlos por algunas de sus características, como el hecho de ser sistemas simples (celda o elemento) o compuestos (baterías), o también por su capacidad para ser regenerados o "recargados" tras el agotamiento producido por su uso (posible en los acumuladores pero no en las pilas normales). 
Aunque no siempre se usan con propiedad estos términos, conviene especificar su significado y sus diferencias:
- Célula, celda o elemento voltaico es una celda electroquímica primaria que puede generar una corriente eléctrica. Consta de dos semiceldas conectadas donde se realizan los procesos elementales de la oxidación (ánodo) y la reducción (cátodo), apareciendo entre ellos una diferencia de potencial de algunos voltios. Algunos ejemplos son la celda de Volta, la celda Daniell, la pila Bunsen, etc.

- Pila eléctrica es cualquier dispositivo, generalmente pequeño, que convierte energía química en energía eléctrica por un proceso químico transitorio.[3] Generan una corriente desde el primer momento sin necesidad de un proceso de "carga inicial", pero una vez agotadas, no admiten su reutilización. En sentido estricto, es un conjunto de varios elementos o celdas voltaicos, apilados verticalmente y conectados en serie para obtener una corriente de mayor voltaje, como la pila de Volta que muestra el dibujo de la derecha.

| Celda electroquímica (elemento)                 | Batería de seis elementos                  | Generador abierto                       |
| ----------------------------------------------- | ------------------------------------------ | --------------------------------------- |
|                                                 |                                            |                                         |
| Celda voltaica con puente salino (aprox. 1,5 V) | Batería de automóvil (acumulador de 12 V.) | Pila de combustible de hidrógeno (12 V) |

- Batería es un conjunto de varios elementos o celdas voltaicos, agrupados horizontalmente y conectados en serie para obtener una corriente de mayor voltaje, como la batería de automóvil. A veces se usa este término como sinónimo de pila o de generador eléctrico.

- Acumulador es una celda electroquímica secundaria que puede almacenar energía eléctrica para posteriormente generar una corriente eléctrica. Sus componentes son similares a los de las pilas pero inicialmente requieren un proceso de "carga" (hacer pasar una corriente a través de ella para generar las sustancias químicas capaces de hacerla funcionar durante la "descarga"). Algunos ejemplos son las pilas o baterías recargables.

| Pilas de un solo uso                           | Batería recargable                           | Aplicación de la pila de combustible                         |
| ---------------------------------------------- | -------------------------------------------- | ------------------------------------------------------------ |
|                                                |                                              |                                                              |
| Pilas alcalinas de diferente tamaño y voltaje. | Batería de ion litio (acumulador recargable) | Coche con motor eléctrico alimentado por pila de combustible |

## Agrupamientos de generadores
Aunque se pueden establecer conexiones mixtas, existen dos formas básicas de agrupar o conectar entre sí los elementos o generadores electroquímicos:

### Conexión en serie
Se une el electrodo negativo de un elemento con el electrodo o polo positivo del siguiente. La fuerza electromotriz del conjunto equivale a la suma de todas ellas. Permite obtener mayores diferencias de potencial aunque la resistencia interna del conjunto también es la suma de las resistencias de todos los elementos.
| En serie                                                        | En paralelo                                      |
| --------------------------------------------------------------- | ------------------------------------------------ |
|                                                                 |                                                  |
| Veq = V1 + V2 + V3 + V4 = 1,5 V + 1,5 V + 1,5 V + 1,5 V = 6,0 V | Veq = V1 = V2 = V3 = V4 = 1,5 V (larga duración) |

### Conexión en paralelo
Se unen todos los electrodos negativos entre sí y también todos los electrodos o polos positivos entre sí. La fuerza electromotriz del conjunto equivale a la de cada una de ellas, si son todas iguales. El conjunto tiene menos resistencia interna y mayor duración.
La Intensidad en el agrupamiento es directamente proporcional a la diferencia de potencial e inversamente proporcional a la resistencia